# Château de Montauriol
Le château de Montauriol est situé sur la commune de Montauban, dans le département de Tarn-et-Garonne, en France.

## Localisation
Le château se trouve 100 boulevard Hubert-Gouze, au sud du centre-ville de Montauban.

## Historique
Le château de Montauriol a été construit en 1865 par l'architecte toulousain Henri Bach (1815-1899) dans un style néo-Renaissance, pour M. Fabre de Cahuzac, dans ce qui fut le "jardin de l'Évêque", promenade publique dessinée en 1658 pour Pierre de Bertier (1606-1674), évêque de Montauban. Quand les évêques quittent l'actuel hôtel de ville en 1909, à la suite de la loi de 1905, ils achètent ce château et y résident jusqu'en 1969.
Le château est acquis en 1974 par le Département qui construit à ses côtés la nouvelle préfecture de Tarn-et-Garonne, devenue Hôtel du Département en 1983.

## Valorisation du patrimoine
Le remarquable parc environnant fait l'objet de divers événements.
Le château de Montauriol a servi de décor lors du tournage de Lacombe Lucien de Louis Malle, sorti en 1974.